# Таксиархис
Таксиархис (грч. Ταξιάρχης) је насељено место у општини Полигирос у периферији Средишња Македонија, Грчка. Према попису из 2021. године било је 742 становника.
Према бугарском географу и историчару, Василу Канчову, у Таксиархису је 1900. године живело 830 Грка. Село се раније звало Луково.